# Liparis rhodochila
Liparis rhodochila är en orkidéart som beskrevs av Robert Allen Rolfe. Liparis rhodochila ingår i släktet gulyxnen, och familjen orkidéer. Inga underarter finns listade i Catalogue of Life.